# عقدة حرة
في الحقل الرياضي من علم الطوبولوجيا، تعتبر العقدة الحرة متغيرًا للمفهوم الرياضي لمصطلح العقدة. ولما كانت العقدة تتضمن نقطة بارزة فوقها، تسمى النقطة الثابتة، فإن العقدة الحرة تنعدم فيها هذه النقطة البارزة. من ناحية الشكل، فلنفترض أن {\displaystyle X} هي عبارة عن فضاء طوبولوجي. إذًا، فالعقدة الحرة في {\displaystyle X} هي عبارة عن فئة مكافئة لـدالتين متصلتين من الدائرة {\displaystyle S^{1}} إلى {\displaystyle X}. تتكافأ عقدتان إذا كانتا مختلفتين حسب إعادة تعيين معلمات الدائرة. أي أن {\displaystyle f\sim g} إذا كانت هناك دالة هميومرفية {\displaystyle \psi :S^{1}\rightarrow S^{1}} مثل أن تكون {\displaystyle g=f\circ \psi }.
وهكذا، فإن العقدة الحرة، بخلاف العقدة الثابتة المستخدمة في تحديد الزمرة الأساسية، هي عبارة عن مسقط من الدائرة إلى الفضاء دون قيد الاحتفاظ بالنقطة الأساس. فئتا الهوموتوبي الحرتان للعقد الحرة تتطابقان مع الفئات الزواجية في الزمرة الأساسية.
خلال السنوات الأخيرة، شهد الاهتمام بالفضاء في كل العقد الحرة {\displaystyle LX} نموًا مع ظهور طوبولوجيا السلسلة، أي دراسة البنى الجبرية الجديدة على تماثلية فضاء العقدة الحرة.